# Paris-Roubaix 1986
Paris-Roubaix 1986 a fost a 84-a ediție a Paris-Roubaix, o cursă clasică de ciclism de o zi din Franța. Evenimentul a avut loc pe 13 aprilie 1986 și s-a desfășurat pe o distanță de 268 de kilometri până la velodromul din Roubaix. Câștigătorul a fost Sean Kelly din Irlanda de la echipa Kas.

## Rezultate
| Loc | Concurent                 | Echipă                 | Timp      |
| --- | ------------------------- | ---------------------- | --------- |
| 1   | Sean Kelly (IRE)          | Kas-Mavic Tag          | 6h 48'23" |
| 2   | Rudy Dhaenens (BEL)       | Hitachi-Marc-Splendor  | + 1"      |
| 3   | Adri van der Poel (NED)   | Kwantum-Decosol        | + 1"      |
| 4   | Ferdi Van Den Haute (BEL) | Skala-Skil-Gazelle     | + 2"      |
| 5   | Ludo Peeters (BEL)        | Kwantum-Decosol        | +1' 29"   |
| 6   | Johan van der Velde (NED) | Panasonic-Merckx-Agu   | +1' 29"   |
| 7   | Marc Sergeant (BEL)       | Lotto-Merckx-Emerxil   | +1' 29"   |
| 8   | Francesco Moser (ITA)     | Supermercati Brianzoli | +1' 29"   |
| 9   | Patrick Versluys (BEL)    | Fangio-Lois-Mavic      | +1' 29"   |
| 10  | Nico Verhoeven (NED)      | Skala-Skil-Gazelle     | +1' 29"   |